# Wijśkowa Polowa Żandarmerija
Wijśkowa Polowa Żandarmerija (pol. Wojskowa Żandarmeria Polowa, WPŻ) – ukraińska żandarmeria polowa, działająca przy każdej sotni Ukraińskiej Powstańczej Armii. Podlegała Służbie Bezpieczeństwa OUN.